# Rhyothemis hurleyi
Rhyothemis hurleyi är en trollsländeart som beskrevs av Tillyard 1926. Rhyothemis hurleyi ingår i släktet Rhyothemis och familjen segeltrollsländor. Inga underarter finns listade i Catalogue of Life.